# Brejo Grande
Pour les articles homonymes, voir Brejo et Brejo Grande (homonymie).
Brejo Grande est une ville brésilienne du nord-est de l'État du Sergipe.

## Géographie
Brejo Grande se situe par une latitude de 10° 25' 44" sud et par une longitude de 36° 27' 57" ouest, à une altitude de 30 mètres.
Sa population était de 7 764 habitants au recensement de 2007. La municipalité s'étend sur 150 km2.
Elle fait partie de la microrégion de Propriá, dans la mésorégion Est du Sergipe.